# Cynoglossum austroafricanum
Cynoglossum austroafricanum là loài thực vật có hoa trong họ Mồ hôi. Loài này được Hilliard & B.L.Burtt mô tả khoa học đầu tiên năm 1986.